# 公立鳥取環境大學
公立鳥取環境大學（日语：／ Kōritsu Tottori Kankyō Daigaku），是一所位於日本鳥取縣的公立大學。

## 概要

### 基本理念
公立鳥取環境大學以培育有為之人才、進行有創造性的學術研究為基本理念，以實現「人與社會與自然共生」。

## 沿革
- 2001年 創立鳥取環境大學，設環境資訊學部。
- 2005年 設置大學院。
- 2012年 法人化。
- 2015年 更名公立鳥取環境大學。

## 組織

### 學部
- 環境學部
  - 環境學科
- 經營學部
  - 經營學科

### 大學院
- 環境經營研究科
  - 環境學專攻
  - 經營學專攻

### 附屬機關
- 永續科學研究所
- 地方創新研究中心
- 資訊媒體中心
- 研究交流中心
- 品格培養教育中心

## 對外關係

### 國內
- 放送大學學園：學分互換協定。[2]

### 海外
公立鳥取環境大學與下列海外學校有合作關係：
- 中國
  - 吉林大學
- 丹麥
  - 奧胡斯建築學院
- 法國
  - 巴黎貝爾維爾建築學院
- 韓國
  - 清州大學
  - 江原道立大學
- 紐西蘭
  - Unitec Institute of Technology（英语：Unitec Institute of Technology）
- 俄羅斯
  - 海參崴國立經濟服務大學（俄语：Владивостокский государственный университет экономики и сервиса）

## 交通資訊
- 鐵路：於JR西日本因美線的津之井車站下車，徒步約20分鐘。
- 公車：在鳥取車站轉乘公車，至「環境大學前」站牌下車。

## 外部連結
- （日語）公立鳥取環境大學 （页面存档备份，存于）